# Sambava
Sambava   este un oraș  în  partea de nord-est a Madagascarului, pe malul oceanului Indian. Este reședința regiunii Sava.

## Clima
După 30°C vara și 20°C iarna și 5 luni de ploaie pe an, Sambava este permanent zguduită de vânt.
| Date climatice pentru Sambava       | Date climatice pentru Sambava | Date climatice pentru Sambava | Date climatice pentru Sambava | Date climatice pentru Sambava | Date climatice pentru Sambava | Date climatice pentru Sambava | Date climatice pentru Sambava | Date climatice pentru Sambava | Date climatice pentru Sambava | Date climatice pentru Sambava | Date climatice pentru Sambava | Date climatice pentru Sambava | Date climatice pentru Sambava |
| Luna                                | Ian                           | Feb                           | Mar                           | Apr                           | Mai                           | Iun                           | Iul                           | Aug                           | Sep                           | Oct                           | Nov                           | Dec                           | Anual                         |
| ----------------------------------- | ----------------------------- | ----------------------------- | ----------------------------- | ----------------------------- | ----------------------------- | ----------------------------- | ----------------------------- | ----------------------------- | ----------------------------- | ----------------------------- | ----------------------------- | ----------------------------- | ----------------------------- |
| Maxima medie °C (°F)                | 31 (88)                       | 31 (88)                       | 31 (88)                       | 30 (86)                       | 29 (84)                       | 27 (81)                       | 26 (79)                       | 26 (79)                       | 27 (81)                       | 28 (82)                       | 29 (84)                       | 30 (86)                       | 29 (84)                       |
| Media zilnică °C (°F)               | 26 (79)                       | 26 (79)                       | 26 (79)                       | 26 (79)                       | 24 (75)                       | 23 (73)                       | 21 (70)                       | 21 (70)                       | 23 (73)                       | 22 (72)                       | 24 (75)                       | 25 (77)                       | 24 (75)                       |
| Minima medie °C (°F)                | 23 (73)                       | 23 (73)                       | 23 (73)                       | 22 (72)                       | 21 (70)                       | 19 (66)                       | 18 (64)                       | 18 (64)                       | 19 (66)                       | 20 (68)                       | 21 (70)                       | 22 (72)                       | 21 (70)                       |
| Ploaie mm (inches)                  | 342 (13.46)                   | 257 (10.12)                   | 284 (11.18)                   | 227 (8.94)                    | 183 (7.2)                     | 183 (7.2)                     | 176 (6.93)                    | 195 (7.68)                    | 100 (3.94)                    | 109 (4.29)                    | 132 (5.2)                     | 219 (8.62)                    | 2.407 (94,76)                 |
| Nr. mediu de zile ploioase (≥ 1 mm) | 16                            | 14                            | 16                            | 15                            | 14                            | 14                            | 17                            | 18                            | 13                            | 13                            | 13                            | 15                            | 178                           |
| Ore însorite                        | 222                           | 218                           | 216                           | 215                           | 222                           | 191                           | 191                           | 201                           | 215                           | 243                           | 230                           | 240                           | 2.604                         |
| Sursă: The Weather Network          |                               |                               |                               |                               |                               |                               |                               |                               |                               |                               |                               |                               |                               |